# Psilopogon
Psilopogon är ett släkte i familjen asiatiska barbetter inom ordningen hackspettartade fåglar. Släktet omfattade tidigare endast arten eldtofsbarbett (Psilopogon pyrolophus). Sentida genetiska studier har dock visat att eldtofsbarbett tillhör samma klad som arter i släktet Megalaima, det dominerande släktet i familjen. Det har medfört att alla dessa arter nu placeras i samma släkte, där Psilopogon har prioritet. Inom släktet är artgränserna för vissa artkomplex omtvistade.

## Arter i taxonomisk ordning
Artlistan nedan följer den Tex and Leonard 2013, medan artantalet om 33 arter följer IOC.
- - Kopparslagarbarbett (Psilopogon haemacephalus)
  - Malabarbarbett (Psilopogon malabaricus)
  - Ceylonbarbett (Psilopogon rubricapillus)
  - Borneobarbett (Psilopogon eximius)
  - Svartörad barbett (Psilopogon duvaucelii)
  - Blåörad barbett (Psilopogon cyanotis)
  - Gulörad barbett (Psilopogon australis)
  - Eldtofsbarbett (Psilopogon pyrolophus)
  - Större barbett (Psilopogon virens)
  - Rödgumpad barbett (Psilopogon lagrandieri)
  - Rödkronad barbett (Psilopogon rafflesii)
  - Rödstrupig barbett (Psilopogon mystacophanos)
  - Javabarbett (Psilopogon javensis)
  - Guldnackad barbett (Psilopogon pulcherrimus)
  - Gulkronad barbett (Psilopogon henricii)
  - Eldpannad barbett (Psilopogon armillaris)
  - Grönörad barbett (Psilopogon faiostrictus)
  - Streckad barbett (Psilopogon lineatus)
  - Brunhuvad barbett (Psilopogon zeylanicus)
  - Vitkindad barbett (Psilopogon viridis)
  - Gulpannad barbett (Psilopogon flavifrons)
  - Guldstrupig barbett (Psilopogon franklinii)
  - Halsbandsbarbett (Psilopogon auricularis)
  - Bergbarbett (Psilopogon monticola)
  - Brunstrupig barbett (Psilopogon corvinus)
  - Gulskäggig barbett (Psilopogon chrysopogon)
  - Mustaschbarbett (Psilopogon incognitus)
  - Kinesisk barbett (Psilopogon faber)
  - Taiwanbarbett (Psilopogon nuchalis)
  - Turkosstrupig barbett (Psilopogon chersonesus)
  - Svartbrynad barbett (Psilopogon oorti)
  - Indokinesisk barbett (Psilopogon annamensis)
  - Blåstrupig barbett (Psilopogon asiaticus)